# Председнички избори у САД 1928.
Председнички избори у САД 1928. су били 36. председнички избори по редоследу, и одржани су у уторак 6. новембра. У њима су учествовали републикански секретар трговине Херберт Хувер, и демократски гувернер савезне државе Њујорк Ал Смит. Хувер је убедљиво победио на изборима, и до избора у 1952. он је био последњи републиканац који је победио на председничким изборима.
Након што је председник Кулиџ одбио да конкурише за други мандат, Хувер је релативно лако освојио номинацију своје партије. Због јаке економије коју су републиканци приписивали себи, велики број демократа је оклевао да учествује на овим изборима, па је гувернер Смит успео да освоји номинацију Демократске странке. Због тога што се Смит противио прохибицији, и због тога што је био римокатолик, а у то време су владале предрасуде у САД због тога, републиканци су успешно успели да отерају бираче од њега.